# Argentinas herrlandslag i ishockey
Argentinas herrlandslag i ishockey representerar Argentina i ishockey på herrsidan. Första landskampen spelades i Cuautitlán Izcalli den 18 februari år 2012 och vanns med 5-1 mot Mexiko.

### Fotnoter
1. ↑  ”Argentina Men Official Results” (på engelska) ( PDF). Nationalteamsoficehockey. Arkiverad från originalet den 28 januari 2021. https://web.archive.org/web/20210128221518/https://nationalteamsoficehockey.com/wp-content/uploads/2019/09/Argentina-Men-Official-Results.pdf. Läst 30 mars 2015.